# تسابونغ
تسابونغ (بالإنجليزية: Tsabong)‏ هي مدينة، تتبع مقاطعة كغالاجادي، هي عاصمة مقاطعة كغالاجادي.